# Ліньдун
Ліньдун (кит. 林东镇, пін. Líndōng Zhèn) — містечко у КНР, адміністративний центр хошуну Байрин – Лівий стяг автономії Внутрішня Монголія.

## Географія
Ліньдун розташовується на південь від Великого Хінгану.

### Клімат
Містечко знаходиться у зоні, котра характеризується вологим континентальним кліматом з теплим літом. Найтепліший місяць — липень із середньою температурою 21.7 °C (71 °F). Найхолодніший місяць — січень, із середньою температурою -13.3 °С (8 °F).
| Клімат Ліньдуна         | Клімат Ліньдуна | Клімат Ліньдуна | Клімат Ліньдуна | Клімат Ліньдуна | Клімат Ліньдуна | Клімат Ліньдуна | Клімат Ліньдуна | Клімат Ліньдуна | Клімат Ліньдуна | Клімат Ліньдуна | Клімат Ліньдуна | Клімат Ліньдуна | Клімат Ліньдуна |
| Показник                | Січ.            | Лют.            | Бер.            | Квіт.           | Трав.           | Черв.           | Лип.            | Серп.           | Вер.            | Жовт.           | Лист.           | Груд.           | Рік             |
| Середній максимум, °C   | −6              | −3              | 4               | 14              | 22              | 26              | 28              | 26              | 21              | 14              | 3               | −4,4            | 12              |
| Середня температура, °C | −13             | −11             | −3              | 6               | 14              | 19              | 22              | 20              | 13              | 5               | −4              | −11             | 4               |
| Середній мінімум, °C    | −19             | −18             | −10             | −1              | 6               | 12              | 16              | 13              | 6               | −1              | −10             | −17             | −1              |
| Норма опадів, мм        | 1               | 3               | 5               | 8               | 23              | 70              | 136             | 87              | 34              | 13              | 5               | 1               | 385             |
| ----------------------- | --------------- | --------------- | --------------- | --------------- | --------------- | --------------- | --------------- | --------------- | --------------- | --------------- | --------------- | --------------- | --------------- |
| Джерело: Weatherbase    |                 |                 |                 |                 |                 |                 |                 |                 |                 |                 |                 |                 |                 |